# Herakles von Bisotun

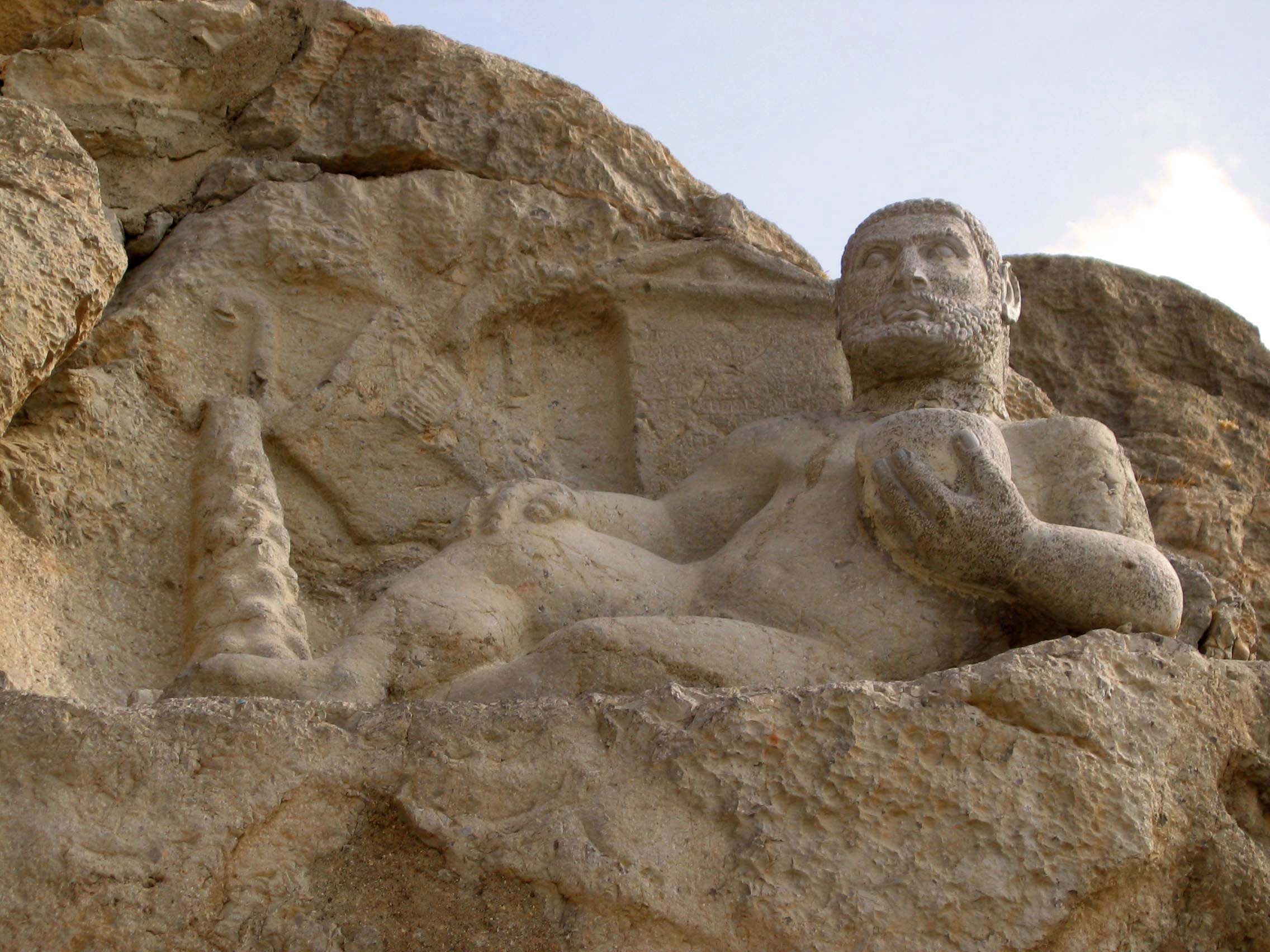
Herakles von Bisotun

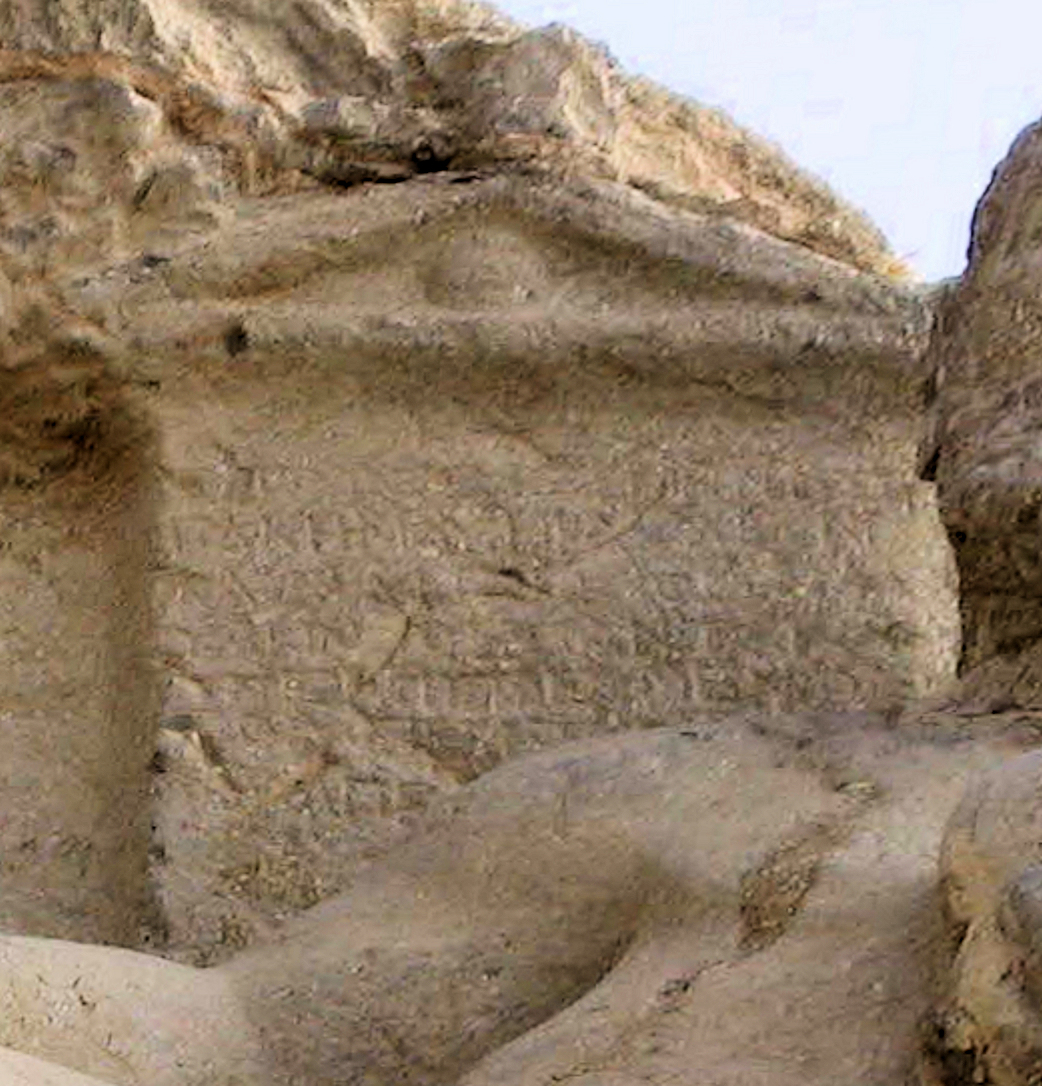
Griechische Inschrift

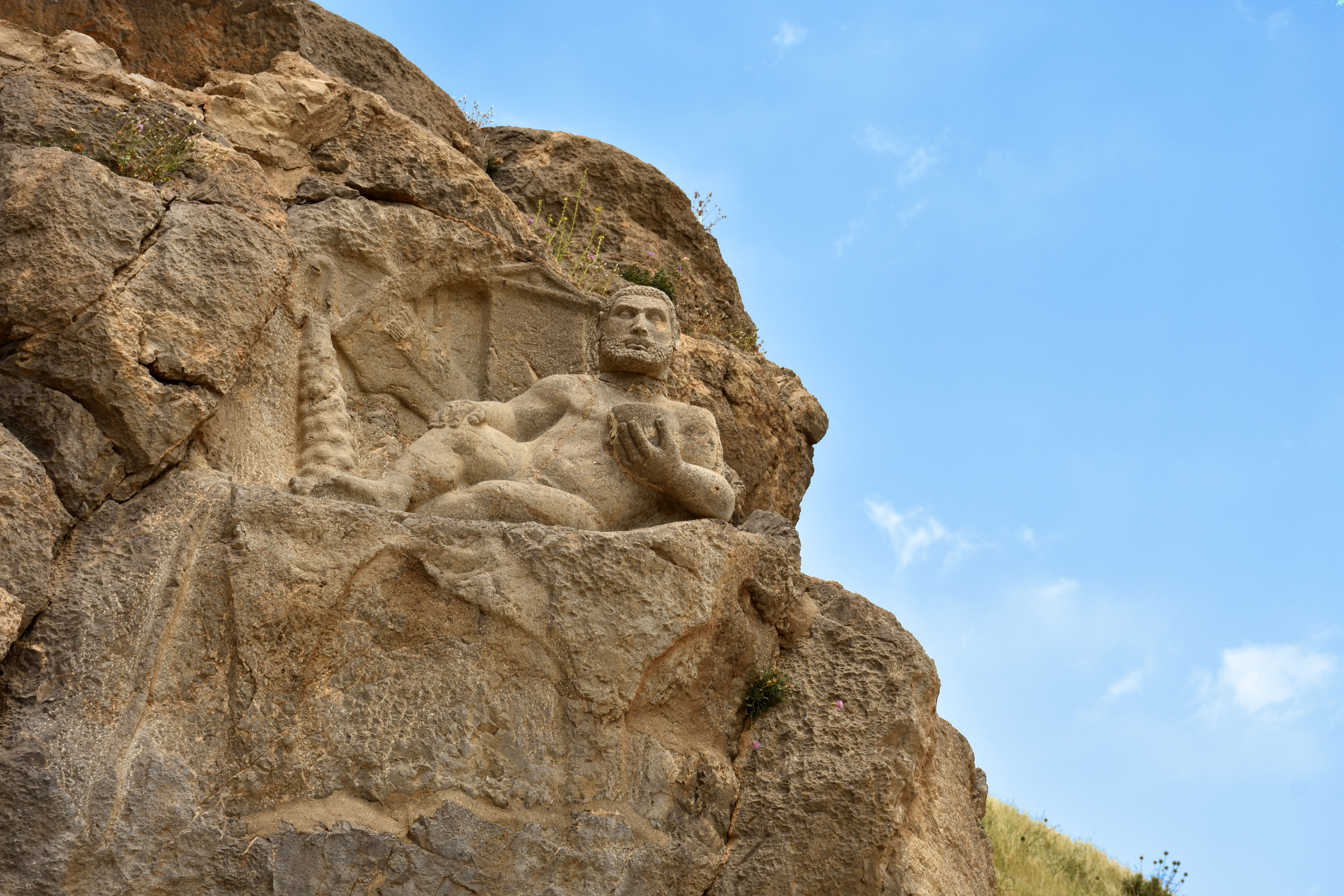
Herakles von Bisotun

Der Herakles von Bisotun (auch Herakles von Bisutun und Herakles von Behistan) ist ein in den Fels gehauenes Hochrelief des griechischen Halbgottes. Bisotun (Behistan) liegt rund 30 Kilometer östlich von Kermanschah im Westen Irans. Der Ort ist berühmt für seine achämenidischen Felsreliefs. Es gibt hier aber auch spätere Reliefs. Herakles ist nackt liegend auf einem Löwenfell mit einer Schale in der Hand wie bei einem Gelage dargestellt. Eine Inschrift datiert die Statue in das Jahr 148 v. Chr. (zur Regierungszeit des Königs Alexander Balas), also kurz vor das Ende der seleukidischen (griechischen) Herrschaft in dieser Region. Im antiken Iran waren Felsreliefs eine weit verbreitete Kunstform. Elamische, achämenidische und sassanidische Felsreliefs sind wohlbekannt und waren ein beliebtes Mittel der Selbstdarstellung für die Herrscher. Aus der Zeit der griechischen Herrschaft in Iran gibt es im Gegensatz dazu nur diese einzige in den Fels gehauene Skulptur.
Das ehemals in Medien gelegene Heraklesrelief von Bisotun wurde 1958 bei Straßenbauarbeiten entdeckt, war damals aber kopflos. Der Kopf wurde erst einige Tage später gefunden. Heute sieht man vor Ort jedoch nur eine Kopie, während der originale Kopf in Verwahrung ist. Bisotun, einschließlich dieser Skulptur, ist seit 2017 UNESCO-Weltkulturerbe.
Das 147 cm lange Abbild des Halbgottes zeigt ihn an den Felsen angelehnt mit einem Becher in der Hand. Seine Waffen befinden sich neben ihm. Sein Goryt (Bogen- und Pfeilköcher) hängt an einem Baum hinter ihm. Seine Keule ist neben den Füßen dargestellt. Hinter Herakles ist eine Tafel mit folgender griechischer Inschrift herausgearbeitet:
- 1 ἔτους δξρ᾽, μηνὸς
- 2 Πανήμου, Ἡρακλῆν
- 3 Καλλίνικον
- 4 Ὑάκινθος Πανταύχου
- 5 ὑπὲ[ρ] τῆς Κλεομένου
- 6 τοῦ ἐπὶ τῶν ἄνω
- 7 σ[ατρ]απειῶν σωτηρίας[7]

Übersetzung
- 1 Im Jahr 164[8], im Monat
- 2 Panemos, [wurde errichtet] Herakles
- 3 Kallinikos (herrlich triumphierend)
- 4 durch Hyakinthos, Sohn des Pantauchos,
- 5 für das Wohlsein des Kleomenes,
- 6 des Kommandanten der Oberen
- 7 Satrapien.

Die Inschrift datiert die Statue auf Mai/Juni (im Monat Panemos) im Jahr 148 v. Chr. und bezeichnet die Statue als Herakles Kallinikos („Herakles, herrlich triumphierend“). Weiter sagt sie, dass Hyakinthos, Sohn des Pantauchos, sie dem Kleomenes, Satrap der Oberen Satrapien, weihte. Kallinikos, der Beiname des Herakles, ist als solcher auch bei seleukidischen Königen bezeugt. Keine der hier genannten Personen ist aus anderen Quellen bekannt. Unterhalb der griechischen Inschrift sind auch Reste einer aramäischen Inschrift erhalten.
Ursprünglich mag sich das Relief innerhalb eines Heiligtums befunden haben. Ganz in der Nähe sind zwei parthische Reliefs erhalten, die darauf hindeuten, dass der Kult bis in die parthische Zeit andauerte. Fragmente ionischer Basen und Pilaster, die sich in der Gegend fanden, mögen zu diesem Heiligtum gehört haben. Sie belegen auch einen Bau in hellenistischem Stil.
Das ortsfeste Felsrelief, das einzige fest datierte seleukidische Werk in Iran, ist kunsthistorisch von Bedeutung, da es durch die genaue Datierung ein Fixpunkt für seleukidische Kunstwerke ist, von denen insgesamt nur wenige bekannt sind. Bei Bisotun befinden sich Felsreliefs verschiedener Epochen. Die Inschrift des Achämenidenkönigs Dareios I. ist das bekannteste. Daneben gibt es auch ein Relief aus der Zeit des Partherreiches. Die Darstellung zeigt eine Mischung hellenistischer und iranischer Elemente. Die Darstellung des Halbgottes erinnert an solche aus Pergamon. Der robuste Stil der Figur ist aber eher iranisch. Die Ausführung des Werkes wirkt provinziell. Daniel Schlumberger bezeichnet das Werk als grob. Auch sind die Darstellungen von Bogen, Pfeilen und einem Köcher eher typisch für die iranische Welt. Die Form der Stele mit der Inschrift erinnert dagegen wiederum an königliche Inschriften der Seleukiden.
Im iranischen Raum wurde Herakles mit Verethragna/Bahram gleichgesetzt. Dessen Kult war ausgesprochen beliebt in dieser und der folgenden Zeit. Die Statue stellt sicherlich die Interpretatio Graeca dieser iranischen Gottheit dar.